# Station Gion-Shijo

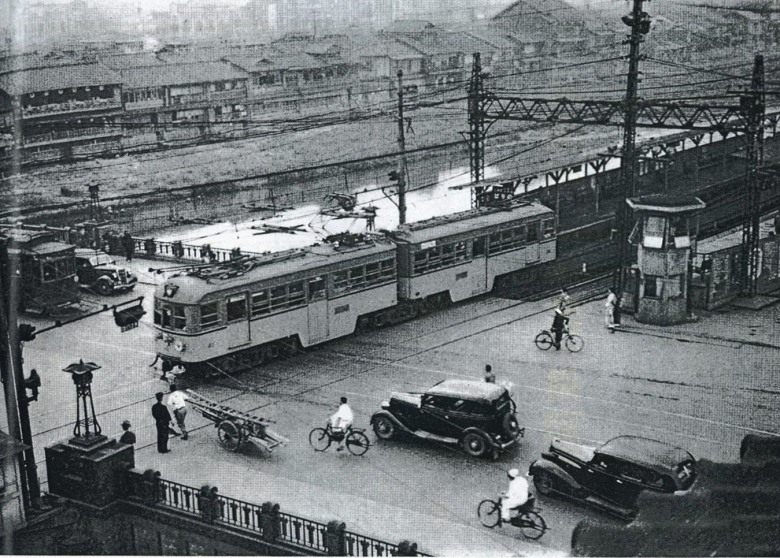
Het station tussen 1934 en 1938. In 1987 werd er een ondergronds station gebouwd.

Station Gion-Shijō (祇園四条駅, Gion-Shijō-eki) is een spoorwegstation in de wijk Higashiyama-ku in de Japanse stad Kyoto. Het wordt aangedaan door de Keihan-lijn. Het station heeft twee sporen, gelegen aan een enkel eilandperron. Het station is vernoemd naar de straat Shijō-dōri en de nabijgelegen buurt Gion.

## Treindienst

### Keihan-lijn
| 1 | ■ Keihan-lijn | richting Sanjō en Demachiyanagi                            |
| 2 | ■ Keihan-lijn | richting Hirakatashi, Kyōbashi, Yodoyabashi en Nakanoshima |

## Geschiedenis
Het station werd in 1915 onder de naam Shijō geopend. In 2008 er Gion aan de naam toegevoegd.

## Overig openbaar vervoer
Bussen van het stadsnetwerk van Kioto en Keihan.

## Stationsomgeving
Het station ligt aan de oostzijde van de Kamo-rivier en in het hart van het amusements- en winkelgedeelte van Kioto. In het oostelijke deel van Shijō-dori treft men veel winkels met traditionele Japanse producten.
- Station Kawaramachi aan de Hankyu Kioto-lijn
- Gion (buurt, bekend om haar Geisha's)
- Miyagawacho (buurt, bekend om Geisha's en Kabuki-voorstellingen)
- Minamiza (Kabuki-theater)
- Takashimaya (warenhuis)
- OPA (warenhuis)
- KYOTO MARUI (warenhuis)
- Kamo-rivier
- Yasaka-schrijn
- Kioto Ryozen Gokoku-tempel
- Kōdai-tempel
- Shijō-dōri (straat)
- Kawaramachi-dōri (straat)
- Kawabata-dōri (straat)
- Hotel Sasarindō
- FamilyMart